# Skate Canada 1998
Navigation
Édition précédente Édition suivante
Le Skate Canada (ou Internationaux Patinage Canada) est une compétition internationale de patinage artistique qui se déroule au Canada au cours de l'automne. Il accueille des patineurs amateurs de niveau senior dans quatre catégories: simple messieurs, simple dames, couple artistique et danse sur glace.
Le vingt-cinquième Skate Canada est organisé du 5 au 8 novembre 1998 au Riverside Coliseum de Kamloops dans la province de la Colombie-Britannique. Il est la deuxième compétition du Grand Prix ISU senior de la saison 1998/1999.

## Résultats

### Messieurs
| Rang | Nom              | Pays       | Points | Prog. court | Prog. libre |
| ---- | ---------------- | ---------- | ------ | ----------- | ----------- |
| 1    | Evgeni Plushenko | Russie     | 2.0    | 2           | 1           |
| 2    | Elvis Stojko     | Canada     | 2.5    | 1           | 2           |
| 3    | Szabolcs Vidrai  | Hongrie    | 5.5    | 5           | 3           |
| 4    | Ivan Dinev       | Bulgarie   | 8.0    | 6           | 5           |
| 5    | Takeshi Honda    | Japon      | 8.5    | 9           | 4           |
| 6    | Evgeny Pliuta    | Ukraine    | 8.5    | 3           | 7           |
| 7    | Jayson Dénommée  | Canada     | 9.5    | 7           | 6           |
| 8    | Jeffrey Langdon  | Canada     | 11.0   | 4           | 9           |
| 9    | Michael Hopfes   | Allemagne  | 12.0   | 8           | 8           |
| 10   | Markus Leminen   | Finlande   | 15.5   | 11          | 10          |
| 11   | Daniel Hollander | États-Unis | 16.0   | 10          | 11          |

### Dames
| Rang | Nom              | Pays        | Points | Prog. court | Prog. libre |
| ---- | ---------------- | ----------- | ------ | ----------- | ----------- |
| 1    | Elena Liashenko  | Ukraine     | 2.0    | 2           | 1           |
| 2    | Fumie Suguri     | Japon       | 2.5    | 1           | 2           |
| 3    | Irina Sloutskaïa | Russie      | 4.5    | 3           | 3           |
| 4    | Laëtitia Hubert  | France      | 6.5    | 5           | 4           |
| 5    | Amber Corwin     | États-Unis  | 9.0    | 8           | 5           |
| 6    | Alisa Drei       | Finlande    | 10.0   | 6           | 7           |
| 7    | Diána Póth       | Hongrie     | 10.0   | 4           | 8           |
| 8    | Yulia Vorobieva  | Azerbaïdjan | 10.5   | 9           | 6           |
| 9    | Zuzana Paurova   | Slovaquie   | 12.5   | 7           | 9           |
| 10   | Keyla Ohs        | Canada      | 15.0   | 10          | 10          |
| 11   | Zoe Jones        | Royaume-Uni | 16.5   | 11          | 11          |

### Couples
| Rang | Nom                                     | Pays               | Points | Prog. court | Prog. libre |
| ---- | --------------------------------------- | ------------------ | ------ | ----------- | ----------- |
| 1    | Shen Xue / Zhao Hongbo                  | Chine              | 1.5    | 1           | 1           |
| 2    | Maria Petrova / Aleksey Tikhonov        | Russie             | 3.5    | 3           | 2           |
| 3    | Jamie Salé / David Pelletier            | Canada             | 4.0    | 2           | 3           |
| 4    | Kristy Sargeant / Kris Wirtz            | Canada             | 6.0    | 4           | 4           |
| 5    | Marie-Claude Savard-Gagnon / Luc Bradet | Canada             | 7.5    | 5           | 5           |
| 6    | Kateřina Beránková / Otto Dlabola       | République tchèque | 9.0    | 6           | 6           |
| 7    | Heather Allebach / Matthew Evers        | États-Unis         | 10.5   | 7           | 7           |
| 8    | Marsha Pouliaschenko / Andrew Seabrook  | Royaume-Uni        | 12.0   | 8           | 8           |

### Danse sur glace
| Rang | Nom                                     | Pays        | Points | Danse imposée | Danse originale | Danse libre |
| ---- | --------------------------------------- | ----------- | ------ | ------------- | --------------- | ----------- |
| 1    | Shae-Lynn Bourne / Victor Kraatz        | Canada      | 2.0    | 1             | 1               | 1           |
| 2    | Margarita Drobiazko / Povilas Vanagas   | Lituanie    | 4.0    | 2             | 2               | 2           |
| 3    | Sylwia Nowak / Sebastian Kolasiński     | Pologne     | 6.0    | 3             | 3               | 3           |
| 4    | Olena Hrushyna / Ruslan Honcharov       | Ukraine     | 8.0    | 4             | 4               | 4           |
| 5    | Albena Denkova / Maxim Staviski         | Bulgarie    | 10.0   | 5             | 5               | 5           |
| 6    | Olga Sharutenko / Dmitri Naumkin        | Russie      | 13.0   | 7             | 7               | 6           |
| 7    | Isabelle Delobel / Olivier Schoenfelder | France      | 13.0   | 6             | 6               | 7           |
| 8    | Debbie Koegei / Oleg Fediukov           | États-Unis  | 16.0   | 8             | 8               | 8           |
| 9    | Megan Wing / Aaron Lowe                 | Canada      | 18.0   | 9             | 9               | 9           |
| 10   | Kornélia Bárány / András Rosnik         | Hongrie     | 21.0   | 11            | 11              | 10          |
| 11   | Charlotte Clements / Gary Shortland     | Royaume-Uni | 21.0   | 10            | 10              | 11          |
| 11   | Nozomi Watanabe / Akiyuki Kido          | Japon       | 24.0   | 12            | 12              | 12          |

## Sources
- (en) Résultats du Skate Canada 1998 sur le site de l'International Skating Union
- Résultats du Skate Canada 1998
- Patinage Magazine N°65 (Janvier/février 1999)